# Giovanni Bembo

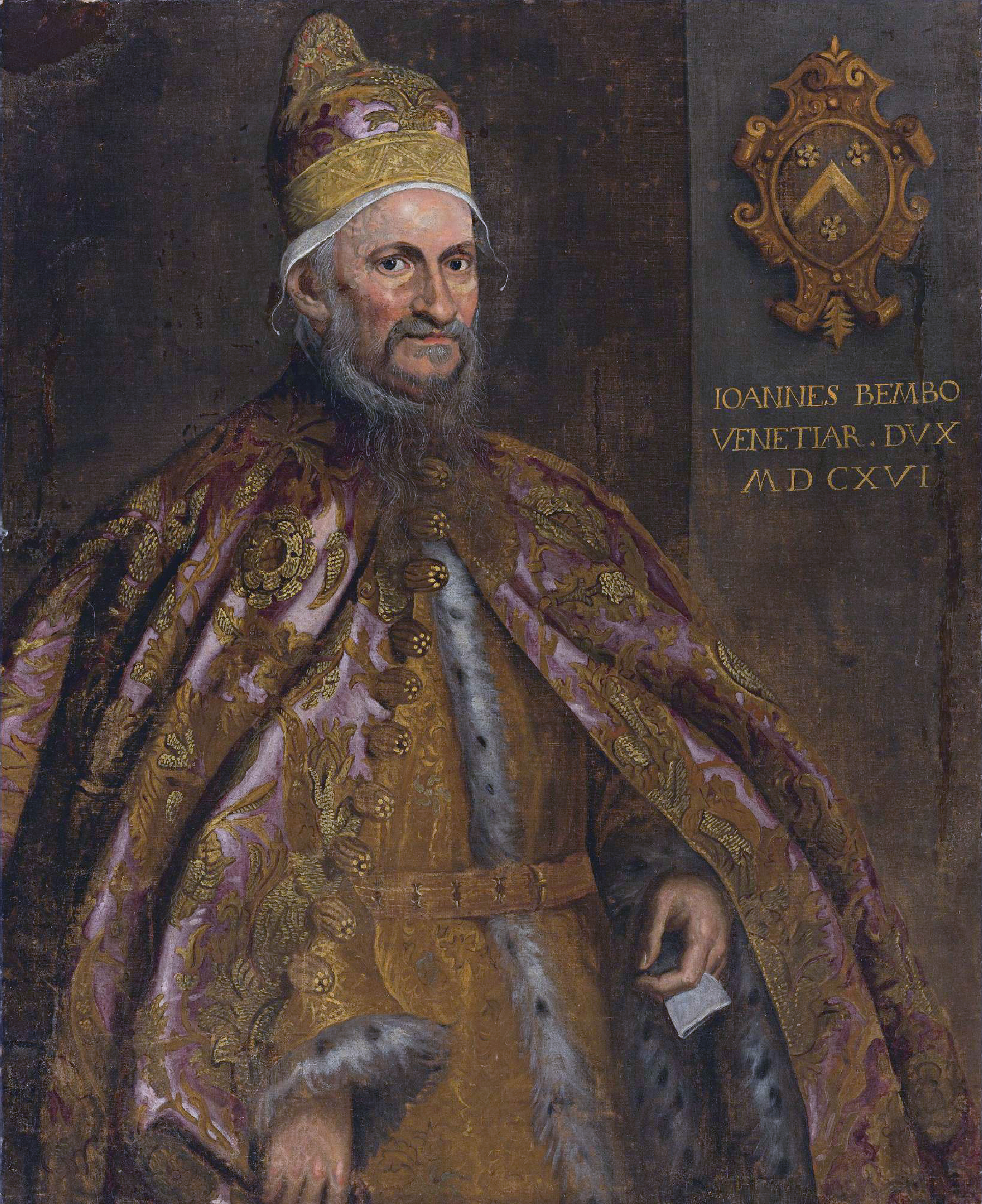
Domenico Tintoretto: Porträt des Dogen Giovanni Bembo, Öl auf Leinwand, 117,5 mal 90,5 cm, 1616 (?), Privatsammlung

Giovanni Bembo (* 21. August 1543 in Venedig; † 16. März 1618 ebenda) war, folgt man der staatlich gesteuerten Geschichtsschreibung der Republik Venedig, ihr 92. Doge. Er regierte vom 2. Dezember 1615 bis zu seinem Tod.
Giovanni Bembos Ämterlaufbahn, wie sie für die venezianischen Patrizier üblich war, bestand fast ausschließlich in militärischen Positionen. Dabei betätigte er sich ganz überwiegend in der Kriegsflotte, insbesondere beim Kampf gegen die osmanischen Verbände und später gegen die Piraten innerhalb der Adria. Bereits ab 1598 kämpfte er gegen die Uskoken, 1607 war er Admiral der venezianischen Handels- und Kriegsflotte. Aufgrund seiner Verdienste und weil man einen Kompromisskandidaten suchte, wurde Bembo in das höchste Amt der Republik gewählt.
Während seiner Amtszeit als Doge spitzten sich die Spannungen mit der Habsburgermonarchie wegen der Uskoken zu, die vor den Osmanen geflohene Christen waren, und die die Venezianer als bloße Piraten betrachteten. Diese sich über Jahrzehnte hinziehenden Kämpfe, in denen die Habsburger versuchten, das venezianische Handelsmonopol in der Adria zu brechen, endeten erst 1617. Im Friedensvertrag von Madrid verpflichteten sich die österreichischen Habsburger, die Uskoken unter Zwang ins Binnenland umzusiedeln. Wegen der enormen Kriegskosten kam es in Venedig zu einer Finanzkrise.

## Familie
Die Familie Bembo gehörte zu den ältesten Familien Venedigs. Sie wird erstmals 998 in venezianischen Akten erwähnt, hat in ihrer Geschichte aber nur einen Dogen gestellt. Bekanntestes Mitglied der Familie ist der humanistische Autor und Dichter Pietro Bembo. Der ökonomische Wiederaufstieg der Familie gelang dem Onkel mütterlicherseits, Bonadio, der, aus Bergamo kommend, im Tuchhandel zu erheblichem Vermögen gekommen war.
Giovanni war der zweite von fünf Söhnen des Agostino di Benedetto und der vermögenden Bürgerlichen Chiara Del Basso. Er war nicht verheiratet.

## Leben

### Ämterlaufbahn
Giovanni Bembo fuhr bereits im Alter von 12 Jahren zur See. Er verfolgte, ganz im Gegensatz zu seinem Vorgänger im Amt des Dogen, eine sehr viel stärker militärische Laufbahn.

#### Osmanenkrieg (1570–1573), Kreta (1577–1579, 1588–1591), Piratenbekämpfung
Im Krieg gegen die Osmanen von 1570 bis 1573 war er Sopracomito di galera. Er bewährte sich in der Seeschlacht von Lepanto, wo er, obwohl verletzt, mit seinen Mannschaften drei Galeeren kapern konnte. Danach nahm er an der Eroberung des albanischen Sopotò, des heutigen Finiq teil, ebenso wie der Eroberung des nordwestgriechischen Margariti. Doch der Versuch, die Insel Santa Maura (Lefkada), zurückzuerobern, das die Osmanen seit 1504 hielten, scheiterte Anfang 1572.

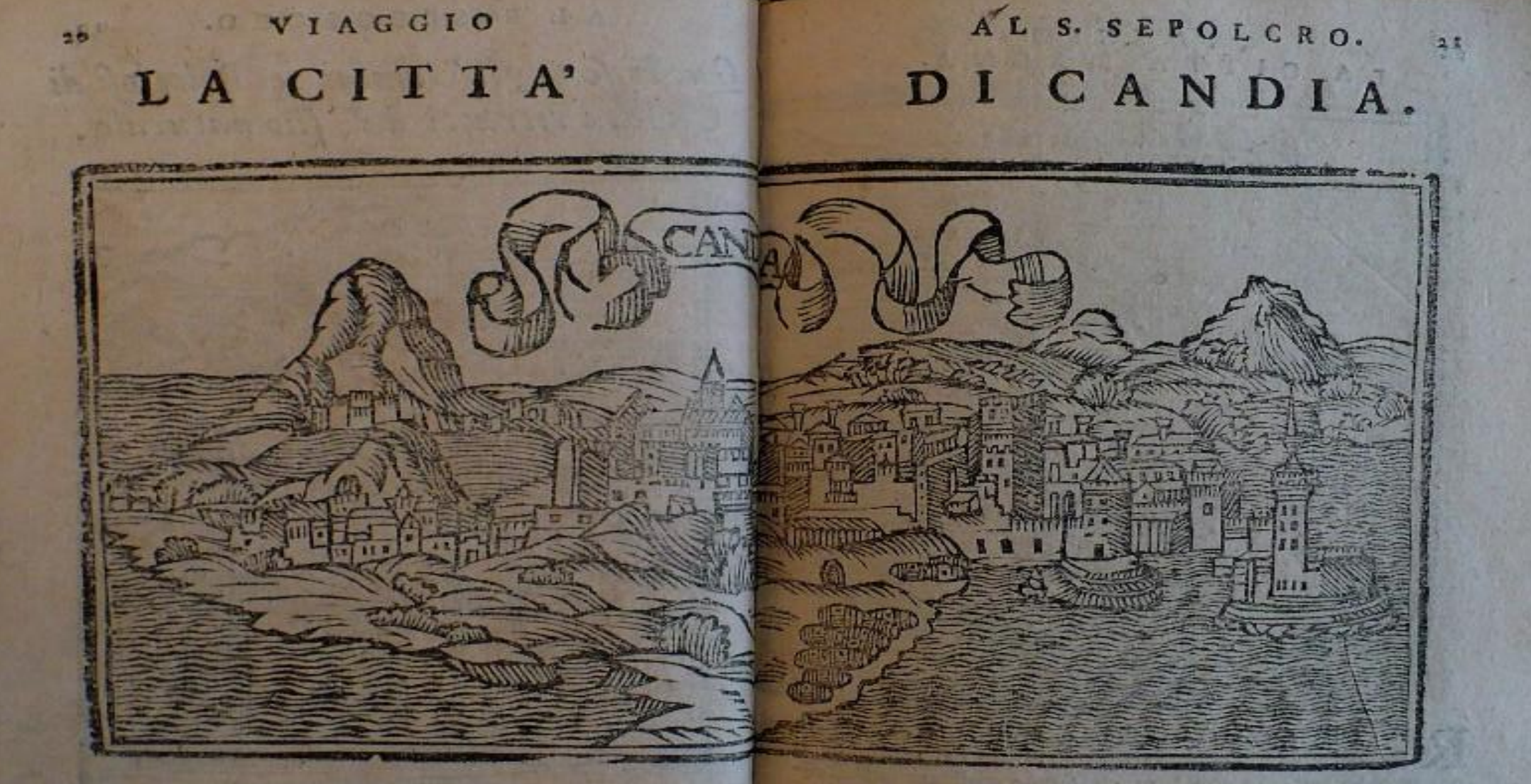
Candia im 16. Jahrhundert, aus: Noe (OFM, Bianchi): Viaggio da Venezia al S. Sepolcro, ed al monte Sinai, Venedig 1606 (Digitalisat), erneut bei Remondini, Bassano 1770, S. 16 f. (Digitalisat)

Von 1577 bis 1579 war Bembo Capitano della guardia in der kretischen Hauptstadt Candia, dem heutigen Iraklio. Dabei kam ihm vor allem die Aufgabe zu, die Küsten zu bewachen. Als Capitano del Golfo – mit „golfo“ war die obere Adria gemeint – setzte er von 1581 bis 1583 den Kampf gegen Piraten fort, ebenso wie im Amt des Capitano generale. Damit war er bereits oberster Flottenkommandant. In Candia blieb er von 1588 bis 1591; dort verstärkte er die Befestigungsanlagen und setzte den Hafen instand.
Ende 1591 bis Anfang 1595 war er Provveditore d'armata, worüber er dem Senat einen Abschlussbericht (relazione) vorlegte. Darin beschrieb er am 25. April 1595 vor der Signoria seine Bemühungen, die Kosten stärker einzudämmen, was ihm wiederum gestattete, die Soldzahlungen zu erhöhen (stipendi). Deutlich beklagte er sich dabei über die barbieri, denen auch die Gesundheitspflege der Mannschaften oblag, die aber allzu gierig exorbitante Gewinne einstrichen.

#### Schwere Erkrankung (1596), Kampf gegen die Uskoken (bis 1598)
1596 sollte er den Provveditorato generale der Festung Palma ersetzen, doch erkrankte Bembo schwer, so dass ihn wiederum Marcantonio Memmo ersetzte. Auch als Provvidore generale nel Golfo, Dalmazia e Albania, worin er 1597 bis 1598 tätig war, plagten ihn Krankheiten. Er selbst schrieb von üblem Fieber und sehr schlechtem Gesundheitszustand. Dessen ungeachtet verfolgte er den Kurs seines Vorgängers Almorò Tiepolo, der bei Zara im Kampf gegen die Uskoken ums Leben gekommen war.
Das entschiedene Vorgehen Bembos bewirkte, dass Kaiser Rudolf II. in Venedig wegen einer vertraglichen Regelung anfragen ließ. Doch Erzherzog Ferdinand arbeitete nur pro forma mit ihm zusammen, so dass in Venedig der Eindruck entstand, der Kaiser verfolge eine Verzögerungstaktik. Nachdem die Uskoken – vor den Osmanen geflohene christliche Gruppen verschiedener Ethnien, deren Zahl auf 2000 geschätzt wurde, von denen etwa 1000 in Senj lebten – weiter ihre Angriffe durchführten, erhielt Bembo freie Hand. Venedig akzeptierte weder den Raub von eigenen Schiffen, noch den von osmanischen, es verlangte von den Habsburgern die Verbrennung der Senjer Uskokenschiffe, was der Kaiser ablehnte.
Bembo ließ den Handel der erzherzöglichen Schiffe unterbinden, was vor allem Triest traf, aber auch Fiume (Rijeka), er ließ die Küsten scharf bewachen und so viele der Uskokenführer wie möglich hinrichten. Dabei standen ihm 15 Galeeren und 30 Langboote mit 800 Soldaten zur Verfügung. Mit der Eroberung von Novi Vinodolski, im Besitz der Grafen Frankopan, die wiederum als Vasallen des Erzherzogs die Uskoken unterstützten, gelang ein bedeutender Schlag gegen die Piraterie. Doch diese schlugen zurück und kaperten in Rovinj eine Galeere und zehn Handelsschiffe, bei Veglia überraschten sie mit 300 Mann fünf albanische Barken und ermordeten die gesamte Mannschaft – dabei blieben die Kommandanten zweier Galeeren mangels Befehlen untätig. Zudem terrorisierten Uskoken die Bevölkerung zwischen Labin und Plomin. Venedig beschoss im Gegenzug Rijeka.
Im Februar 1598 gelang es Bembo – Venedig sollten 1599 bereits 18.000 Mann zur Verfügung stehen, davon 12.000 Söldner – die Uskoken einer Blockade zu unterwerfen, und auch die Osmanen waren entschlossen, ihr Gebiet gegen die Piraten abzuriegeln. In Österreich fürchtete man bereits einen Doppelkrieg gegen Venedig und Konstantinopel (Istanbul). So wurden 700 Uskoken sowie 70 Deutsche in Senj eingeschlossen – von Venezianern zur See, von Osmanen vom Land her. Doch am 17. Februar gelang den Uskoken, wie Bembo am 12. September vor dem Senat berichtete, in einer stürmischen, dunklen Nacht die Flucht. Bembo trat von seinem Posten zurück und wurde durch Nicolò Donà ersetzt. In seiner relazione, seinem Abschlussbericht, beschreibt Bembo auch, dass Dalmatien in großer Not und Bedrängnis lebte, in einem bemitleidenswerten Zustand der Armut. Besonders beim dortigen Adel genieße die Republik nur wenig Sympathie.

#### Prokurator von San Marco (1601), Oberbefehlshaber der Flotte (1607)
In Venedig wurde Bembo, nachdem er Savio grande und Consigliere geworden war, am 14. August 1601 zum Prokurator von San Marco de ultra in der Nachfolge des Alvise Giustinian gewählt. Im Januar 1607 wurde er schließlich zum Capitano generale da Mar gewählt. Allerdings trauten ihm nicht alle den Posten zu, der mehr verlangte, als das bloße Ausführen von Befehlen.
Der Konflikt mit Spanien spitzte sich weiter zu, nachdem es, im Zusammenwirken mit dem hl. Stuhl, an der Westgrenze des venezianischen Gebietes zu einem offenen Konflikt gekommen war. Doch eine schnelle Einigung mit Rom entzog Spanien den Vorwand, seine Flotte in die nördliche Adria zu entsenden, wie es schon im Vorjahr geschehen war. Bembo hatte derweil Korfu zu seiner Basis gemacht, wobei er sorgsam darauf achtete, die Spanier nicht zu provozieren. In seiner relazione vom 12. Januar 1608 stellte er heraus, dass er trotz Schwierigkeiten die Handelsstraße freigehalten, die Flotte in besseren Zustand versetzt und die Untertanen getröstet habe. Doch hätten ihn die widersprüchlichen und dunklen Anweisungen des Senats in große Schwierigkeiten gebracht – was seine Kritiker erwartet hatten.

#### Wahl zum Dogen
1612 war Bembo einer der Elektoren des Dogen Marcantonio Memmo, ein Amt, um das er selbst sich gleichfalls bewarb. Der neue Doge starb bereits am 31. Oktober 1615, so dass es zu einer neuerlichen Wahl kam. Dabei konnten sich die Elektoren nicht auf einen der vier Kandidaten einigen. Um überhaupt einen Dogen zu wählen, einigten sie sich am 2. Dezember auf Giovanni Bembo. Innerhalb der 24 Tage des Wahlvorgangs war es, trotz des Druckes, den die Signoria ausgeübt hatte, zu insgesamt 114 Abstimmungen gekommen. Mit Bembo hatte sich nach Marcantonio Memmo ein weiteres Mal ein Doge aus den case vecchie durchgesetzt. Bembo war zum Zeitpunkt seiner Wahl bereits 78 Jahre alt.

### Dogenamt

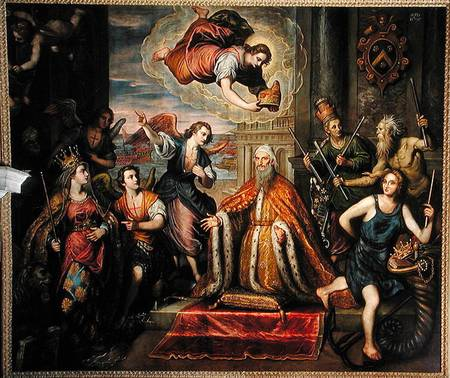
Domenico Tintoretto: Giovanni Bembo kniet vor Venezia während er gekrönt wird, um 1616

Bembo war beim Volk und beim Adel beliebt, wie der päpstliche Nuntius Berlinghiero Gessi (Nuntius in Venedig von 1607 bis 1618) am 5. Dezember 1615 berichtete. Doch im Uskokenkrieg, der sich bis 1617 hinzog, ist seine Position nicht zu erkennen. Dazu lebte der Doge, im Gegensatz zu einem seiner Vorgänger, nämlich Leonardo Donà, bereits zu sehr zurückgezogen. Im letzten Jahr seines kurzen Dogats kam es zu einer Verschwörung: Mitglieder des Senats wurden anonym beschuldigt, sich am Krieg bereichert, bzw. mit dem Kriegsgegner Spanien konspiriert zu haben.
Wie der englische Botschafter Henry Wotton meinte, sei Bembo eher von moralischer als intellektueller Stärke gekennzeichnet. Er sei eher unbeholfen, rede und denke langsam, sei von geringer Bildung, für tiefergehende Betrachtungen ungeeignet. Dennoch würde er für seine verdienstvolle Vergangenheit, seinen aufrichtigen Patriotismus und seine stille Hingabe geschätzt. Andere verspotteten ihn kaum mehr kaschiert.
Giovanni Bembo starb am 16. März 1618. Gian Carlo Scivos, sein Arzt, gab an, das Grab befinde sich in der Kirche Sant’Andrea della Zirada. Spätere Autoren glaubten, es in San Zanipolo zu finden. Flaminio Corner behauptete, das Grab befinde sich in San Simeone Profeta. Allerdings existiert die von ihm zitierte Inschrift nicht mehr.